# August Seidensticker
Heinrich August Seidensticker (* 7. März 1820 in Coppenbrügge; † 14. Oktober 1899 in Göttingen) war ein deutscher Forstwissenschaftler und Sachbuchautor. 
Er besuchte das Gymnasium Andreanum und dann die Georg-August-Universität Göttingen. Ab 1841 war er in verschiedenen deutschen Staaten als Förster angestellt: in Aerzen, Marienau, Nienover, Schoningen, Hannover, Lüneburg und Frankfurt (Oder).
Verheiratet war er mit Bertha Bödeker, einer Tochter von Ernst Friedrich Wilhelm Bödeker.

## Schriften
- Ueber den geschichtlichen Ursprung und die rechtliche Natur der Hannoverischen Interessentenforsten vorzüglich im Fürstenthum Calenberg
- Ueber die genossenschaftlichen Holzungsrechte und Holzgerichte im alten Amte Medingen, Fürstenthum Lüneburg, wie in den vormals hannoverschen Erblanden überhaupt. Eine historische Betrachtung
- Waldgeschichte des Alterthums. Ein Handbuch für akademische Vorlesungen
- Rechts- und Wirthschaftsgeschichte Norddeutscher Forsten besonderes im Lande Hannover, actenmäßig dargestellt, Göttingen 1896.